# Aldohexosa
Una aldohexosa és una hexosa amb un grup aldehid en un extrem. Les aldohexoses tenen quatre centres quirals amb un total de 16 estereoisòmers possibles. D'aquests, només 3 ocorren de manera natural: D-glucosa, D-galactosa, i D-mannosa. Hi ha 8 aldohexoses-D:

D-Al·losa
D-Altrosa
D-Glucosa
D-Mannosa
D-Gulosa
D-Idosa
D-Galactosa
D-Talosa

## Deoxialdohexoses
Les aldohexoses poden tenir un o més dels seus grups hidroxil substituïts per hidrogens per formar deoxialdohexoses. A continuació se'n llisten algunes de ben conegudes:
- L-Fucosa (6-deoxi-L-galactosa)
- L-Ramnosa (6-deoxi-L-mannosa)
- D-Quinovosa (6-deoxi-D-glucosa) - forma part del sulfolípid SQDG.
- L-Pneumosa (6-deoxi-L-talosa)